# Liste des clochers-murs de la Haute-Vienne
Cet article recense les édifices religieux de la Haute-Vienne, en France, munis d'un clocher-mur.

## Liste
| Édifice                           | Commune                    | Notes             | Coordonnées                      | Photo |
| --------------------------------- | -------------------------- | ----------------- | -------------------------------- | ----- |
| Église Saint-Martin               | Condat-sur-Vienne          |                   | 45° 47′ 35″ nord, 1° 13′ 53″ est |       |
| Église Saint-Pierre-ès-Liens      | Flavignac                  | Inscrit MH (1977) | 45° 44′ 18″ nord, 1° 05′ 04″ est |       |
| Église Saint-Sébastien            | Rempnat                    | Classé MH (1973)  | 45° 41′ 14″ nord, 1° 53′ 20″ est |       |
| Église Saint-Maurice              | Saint-Maurice-les-Brousses |                   | 45° 41′ 54″ nord, 1° 14′ 11″ est |       |
| Église Saint-Priest               | Saint-Priest-Ligoure       | Inscrit MH (1982) | 45° 39′ 04″ nord, 1° 17′ 32″ est |       |
| Abbatiale Saint-Pierre-Saint-Paul | Solignac                   | Classé MH (1862)  | 45° 45′ 17″ nord, 1° 16′ 31″ est |       |
| Église Saint-Mathurin             | Le Vigen                   | Classé MH (1912)  | 45° 45′ 02″ nord, 1° 17′ 20″ est |       |